# Жул Риме
Жул Риме (на френски: Jules Rimet) е френски футболен деятел, считан заедно с Енрике Буеро за основател на Световното първенство по футбол.
Основател и президент на футболен клуб в Париж. В периода от 1919 до 1945 г. е президент на Френския футболен съюз, а от 1921 до 1954 г. – президент на ФИФА.

## Ранен живот
Роден е през 1873 г. в източната част на Франция, в семейство на бакалин. През 1884 г., когато Жул е на 11 години, семейството се премества в Париж. Адвокат по професия, Жул Риме основава спортен клуб Red Star през 1897 г., като не дискриминира своите членове въз основа на класата им. След спортовете в клуба е футболът, който става все по-популярен на базата на играта с произход от английски държавни училища.

## Футбол
Участва в основаването на Международната футболна асоциация. Първата световна война задържа плановете му и отива да служи във френската армия. Като офицер е награден с Croix de Guerre („Военен кръст“). След войната, през 1919 г., става президент на Френската футболна федерация, а след това на 1 март 1921 г. – президент на ФИФА. Остава на поста чак до 1954 г., като и до днес е най-дълго задържалият се президент. Под негово ръководство членуващите във ФИФА нации нарастват от 12 на 85.